# Kompas Hirtza

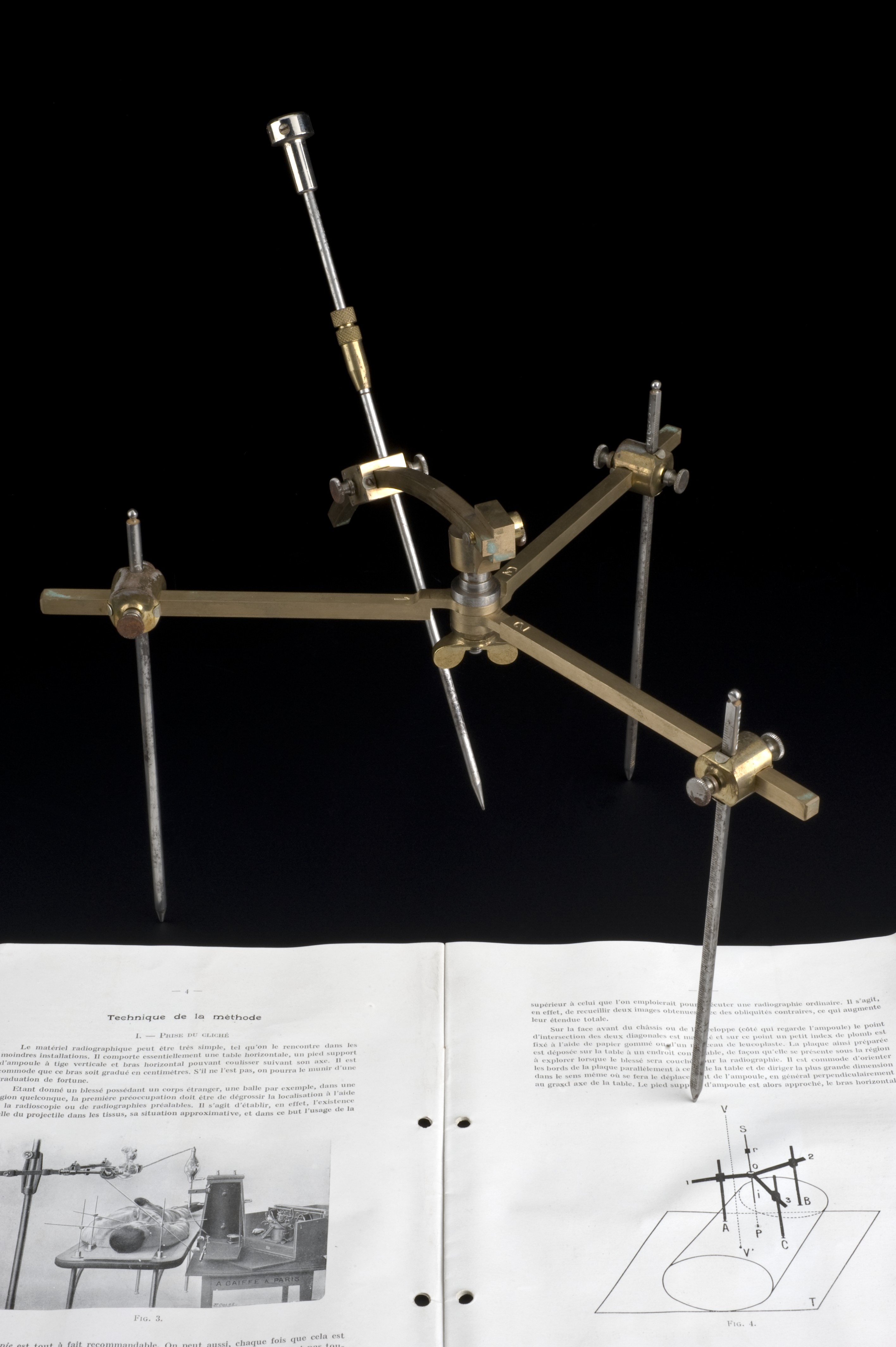
Kompas Hirtza

Kompas Hirtza – mechaniczny wyrób medyczny który służył do określania lokalizacji i wspomagania usuwania pocisków i odłamków z ciała pacjenta, wynaleziony w 1907 roku przez E.J. Hirtza, francuskiego radiologa pracującego w szpitalu wojskowym.
Kompas Hirtza wykorzystywany był przez chirurga, który za pomocą zdjęcia rentgenowskiego precyzyjnie usuwał ciało obce. Urządzenie zwykle podawało lokalizację w odległości 1 lub 2 milimetrów od obcego obiektu. W szczytowym momencie średnia skuteczność usuwania pocisków lub odłamków, gdy kompas używany był przez doświadczonego chirurga, sięgała około 90%. Był szeroko stosowany podczas I wojny światowej.

## Procedura
Najpierw starannie mocowano kompas, a namagnesowaną igłą penetrującą dotykano skóry. Kompas podawał lokalizację nacięcia oraz głębokość i kierunek pocisku lub odłamka. Następnie kompas usuwano i wykonywano nacięcie we wskazanym kierunku. Lewy palec wskazujący chirurg wkładał do rany, a kompas mocował nad swoją lewą ręką. Igłę penetrującą wciskano w „trasę” przygotowaną przez wskaźnik. W miejscu, w którym kończyła się igła, chirurg wyczuwał pocisk lub odłamek, który następnie usuwał.

## Trudności i problemy
Zabieg wymagał pozostawienia odkrytej dużej powierzchni skóry, co czasami było niedogodnością dla chirurga. Głównym problemem związanym z kompasem był fakt, że miękkie części ciała pacjenta mogły zmieniać kształt i tym samym dawać niedokładne wyniki. Kiedy pocisk lub odłamek miał zostać wydobyty z tkanki mięśniowej, procedura musiała być wykonana przy całkowicie rozluźnionych mięśniach, dlatego wymagała znieczulenia ogólnego. W przeciwnym razie skurcze powodowały przemieszczenie się ciała obcego, utrudniając jego usunięcie za pomocą kompasu.